# 北京长城饭店
北京长城饭店是位于中国北京市朝阳区东三环北路10号的一座饭店，目前已停業，且暂未披露后续利用信息。

## 简介
该饭店初名“长城饭店”，是中国国际旅行社北京分社与美国伊沈建设发展有限公司（1979年由美籍华人沈坚白与另一美国人伊顿合伙成立）合资建设并经营的高级旅游饭店。该饭店由美国贝克特国际公司设计，由北京市六建公司、北京市机械施工公司、北京市设备安装公司、北京市市政三公司、北京市房修二公司、北京市园林局修建公司、北京市花木公司联合建设施工。该饭店建筑总面积8.2459万平方米。整组建筑平面呈“Y”字型，中心塔楼共22层，高82.85米，四周分为三翼，为18层。外墙采用反射片式冷光玻璃，晶莹光亮，故该饭店有“玻璃大厦”之称。
该饭店于1981年3月10日开工:110，1983年12月10日部分竣工试营业，1984年6月20日正式开业。1985年，长城饭店引入喜来登品牌全权管理，长城饭店由此更名为“喜来登长城饭店”。这是中华人民共和国首家引入国际品牌的五星级酒店，也是喜来登1980年代踏入中国大陆的最初一步。此后，长城饭店股权曾发生变化，由和記黃埔与首旅集团合资成立的嘉云酒店持股82%，伊沈建设发展（香港）有限公司仍持有小部分股权。
2017年6月30日，长城饭店脱离万豪集团，但设施陈旧难以胜任营业，2023年底開始停業，且暂无重新装修的消息。